# Roc del Llum
Roc del Llum és una masia de Tavèrnoles (Osona) inclosa a l'Inventari del Patrimoni Arquitectònic de Catalunya.

## Descripció
Edifici civil. Masia de planta quadrada coberta a dues vessants, amb el carener perpendicular a la façana, la qual es troba orientada a migdia. Consta de planta aixa i un pis. A l'angle Sud-oest s'hi adossa un pou, el mur de llevant presenta dos portals a la planta baixa i dos finestres al pis. A la façana s'obre un portal rectangular i dues finestres a la planta, i al pis dues finestres i un porxo d'arc rebaixat al centre. A ponent hi ha una finestra a la planta baixa i dos al pis. A tramuntana s'hi adossa un cos de planta baixa i un pis, amb dues obertures.
És construïda amb maçoneria i algunes obertures són de totxo.
L'estat de conservació és força bo.

## Història
Masia també anomenada "la Baga", que prengué el topònim de Roc del Llum degut al roc que aguantava el llum que servia per a il·luminar el camí dels vianants que anaven cap al Castell de Savassona. La masia es troba al Sud-oest del Castell, en una raconada molt fosca, lloc que molt sovint era triat pels bandolers per a escometre-hi els traginers i viatjants. Durant la industrialització també il·luminava als obrers, especialment dones, que anaven a treballar prop de la conca del Ter.
Quan a començaments dels anys 70 del segle passat es va construir la carretera BV-5216, el Roc es traslladà uns metres més amunt.
Actualment, a fi de conservar el record d'aquest bell element s'hi ha penjat un llum elèctric.